# Ziejanü
Ziejanü is een Duits historisch merk van motorfietsen.
De bedrijfsnaam was: Ziegelgängsberger & Jacob, Nürnberg
Rond 1924, na de crisisjaren van 1919 tot 1923, ontstonden er in Duitsland honderden kleine bedrijfjes die goedkope motorfietsen gingen produceren. Deze bedrijfjes genoten grotendeels alleen bekendheid in de regio, waardoor er maar weinig kopers waren. Het gevolg was dat in 1925 ruim 150 merken weer verdwenen.
Ziejanü leverde machines met 211- en 246 cc tweetaktmotoren en 348- en 496cc-zij- en kopkleppers met JAP- en Blackburne-motoren. 
Ziejanü moest alleen al in Neurenberg concurreren met (relatief) kleine merken als Abako, Enag, Epa, Erka, Eschag, Fortuna, Franzani, Hagel, Heilo, Heller, Huc, JHC, Kofa, Lloyd, Mammut, Maurer, MF, MJS, Ocra en Zwerg, maar ook met grote bedrijven als Ardie, DKW, Hecker, Hercules, Horex, Victoria en Zündapp.
Toch hield Ziejanü het vol tot 1926. Er werd zelfs nog een eigen 449cc-tweetaktmotor ontwikkeld, maar die ging niet meer in productie. 